# Ettore Mussi
Ettore Mussi (Saronno, 28 ottobre 1910 – ...) è stato un calciatore italiano, di ruolo centrocampista.

## Carriera
Cresciuto nell'Internazionale, nel 1928 viene ceduto al Foggia. Con i satanelli vince il campionato di Prima Divisione 1932-1933 e debutta in Serie B l'anno successivo.
Colleziona in totale 88 presenze segnando 3 reti in tre stagioni tra i cadetti.
In seguito milita nel Como, e nel dopoguerra gioca nel Saronno.

## Palmarès

### Club

#### Competizioni nazionali
- Prima Divisione: 1

Foggia: 1932-1933